# Rschewskoje (Kaliningrad)
Rschewskoje (russisch Ржевское, deutsch Adlig Neuendorf) ist ein Ort in der russischen Oblast Kaliningrad (Gebiet Königsberg (Preußen)). Er gehört zum Moskauer Rajon der Oblasthauptstadt Kaliningrad (Königsberg).

## Geographische Lage
Rschewskoje liegt im äußersten Südosten des Moskauer Rajon unmittelbar am Kreuzungspunkt der russischen Fernstraße A 196 (ehemalige deutsche Reichsstraße 131) mit der Fernstraße R 516 (ehemalige Reichsautobahn Berlin–Königsberg, umgangssprachlich „Berlinka“) in der Umfahrung von Kaliningrad. Bis zum Stadtzentrum Kaliningrads sind es sechs Kilometer.
Die nächste Bahnstation ist Aiwasowski (Königsberg-Seligenfeld) an der Bahnstrecke von Kaliningrad über Tschernjachowsk (Insterburg) und Gussew (Gumbinnen) nach Litauen (ehemalige Preußische Ostbahn).

## Geschichte

Adlig Neuendorf, in südöstlicher Nachbarschaft von Königsberg, auf einer Landkarte von 1910.

Der ehemals Neuendorf genannte Gutsort bestand vor 1945 aus einem großen Gutshof und kleineren Höfen. Im Jahre 1874 wurde das Dorf Amtssitz des neu errichteten Amtsbezirks Neuendorf, der – wie dann auch das Dorf selbst – um 1900 den offiziellen Namen „Adlig Neuendorf“ erhielt. Bis zum Jahre 1939 gehörten Dorf und Amtsbezirk zum Landkreis Königsberg (Preußen) im Regierungsbezirk Königsberg der preußischen Provinz Ostpreußen. Am 30. September 1928 wurde der Gutsbezirk Adlig Neuendorf in eine Landgemeinde gleichen Namens umgewandelt.
Im Jahre 1910 waren im Gutsbezirk Adlig Neuendorf 368 Einwohner registriert. Bis 1933 stieg deren Zahl auf 477.
Zum 1. April 1939 wurde Adlig Neuendorf mit den Nachbargemeinden Schönfließ (russisch: Komsomolskoje) und Seligenfeld (Dalneje) in die Stadtgemeinde und den Stadtkreis Königsberg (Preußen) (heute russisch: Kaliningrad) eingegliedert.
Mit dem ganzen nördlichen Ostpreußen kam auch die Stadt Königsberg mit ihren Stadtteilen zur Sowjetunion, und Adlig Neuendorf erhielt 1946 die russische Bezeichnung „Rschewskoje“. Seitdem gehört das frühere Gutsdorf als Stadtsiedlung zum Kaliningrader Stadtbezirk Moskauer Rajon.

### Amtsbezirk Adlig Neuendorf 1874–1939
Von 1874 bis 1939 war Adlig Neuendorf Amtsdorf des nach ihm benannten Amtsbezirks im Landkreis Königsberg (Preußen). Anfangs gehörte nur der Gutsbezirk Neuendorf (nach 1900 „Adlig Neuendorf“) dazu. Das änderte sich am 14. Mai 1930, als die Landgemeinden Adlig Neuendorf, Schönfließ (Komsomolskoje) und Seligenfeld zum neuen Amtsbezirk Adlig Neuendorf zusammengeschlossen wurden. Als diese drei Gemeinden per 1. April 1939 nach Königsberg (Preußen) eingegliedert wurden, wurde der Amtsbezirk Adlig Neuendorf aufgelöst.

## Kirche
Adlig Neuendorf mit seiner damals fast ausnahmslos evangelischen Bevölkerung war schon in früher Zeit ein eigenes Kirchdorf, wurde aber anfangs als Filialgemeinde, dann als mater combinata (gleichwertige Muttergemeinde) von Steinbeck (heute russisch: Rybnoje) aus versorgt. Das Kirchspiel Steinbeck-Neuendorf gehörte bis 1945 zum Kirchenkreis Königsberg-Land I innerhalb der Kirchenprovinz Ostpreußen der Kirche der Altpreußischen Union. Der letzte deutsche Geistliche war Pfarrer Viktor Felix Reiß.
Heute liegt Rschewskoje im Einzugsbereich der Kaliningrader Auferstehungskirchengemeinde. Sie gehört zur Propstei Kaliningrad der Evangelisch-lutherischen Kirche Europäisches Russland (ELKER).